# Elegia (banda)
Elegia é uma banda pós-punk brasileira formada em 1989 na cidade de São José dos Campos, São Paulo. A banda, que é uma das mais longevas do cenário independente nacional, se caracteriza por suas composições densas de tons melancólicos, etéreos e furiosas distorções e peso de bateria tribal, influências do pós-punk inglês, como Bauhaus, Joy Division, The Cure, Siouxsie and The Banshees, além de bandas brasileiras como Fellini, Violeta de Outono e Legião Urbana.

## História

### Vocal feminino e letras em português
Marcelo Ota, guitarrista e membro-fundador, teve sua primeira banda em Maceió, a banda punk "Câmara dos Deturpados". Ali em Maceió, Marcelo conhece aquele que seria o primeiro baixista da banda, Ricardo Camargo. Marcelo se muda para São José dos Campos, Ricardo para Taubaté e marcam o primeiro ensaio já com Escobar na bateria e Ursula nos vocais. As primeiras composições foram feitas em português, a banda musicava os poemas da vocalista Ursula, e a primeira apresentação da banda foi um show duplo: na Praça Afonso Pena, centro de São José, e em um festival na FVE em 30 de setembro de 1989.

### Entrada de Paulo Gotoh e o nome "Elegia"
Depois de pouco tempo na banda, Ursula sai da banda e entra Paulo Gotoh, o irmão do baterista Escobar. Paulo já acompanhava a banda em seus shows e foi ele quem sugeriu o nome Elegia. O nome foi inspirado numa passagem do poema épico Os Lusíadas, do poeta português Luís de Camões. Trata-se de uma elegia a Inês de Castro, amante do rei de Portugal e assassinada diante de seus filhos pelos conselheiros do rei, tudo devido a sua ascendência espanhola. O rei enlouquecido manda desenterrar o corpo, coloca-o no trono coroando-o como rainha e faz toda a corte beijar a mão do cadáver decomposto. Equivocadamente, muitos pensam que a origem do nome se deve à música homônima da banda New Order do seu disco de 1985, Low-Life.
A partir da entrada de Paulo Gotoh, as letras da banda passaram a ser compostas em inglês, seguindo a tendência nacional em todos os nichos do rock, sobretudo aqueles que estavam em evidência, o heavy metal, o hardcore e as guitar bands.

### Conexão Brasil-Japão e o primeiro registro "...Off Noise!"
A banda lança duas fitas demo em 1994 e no ano seguinte partem para o Japão, onde gravam três faixas para seu primeiro registro em CD, a coletânea "...Off Noise!", Paulo se casa com Mayumi nesse ano, a vocalista entraria na banda em 2001.

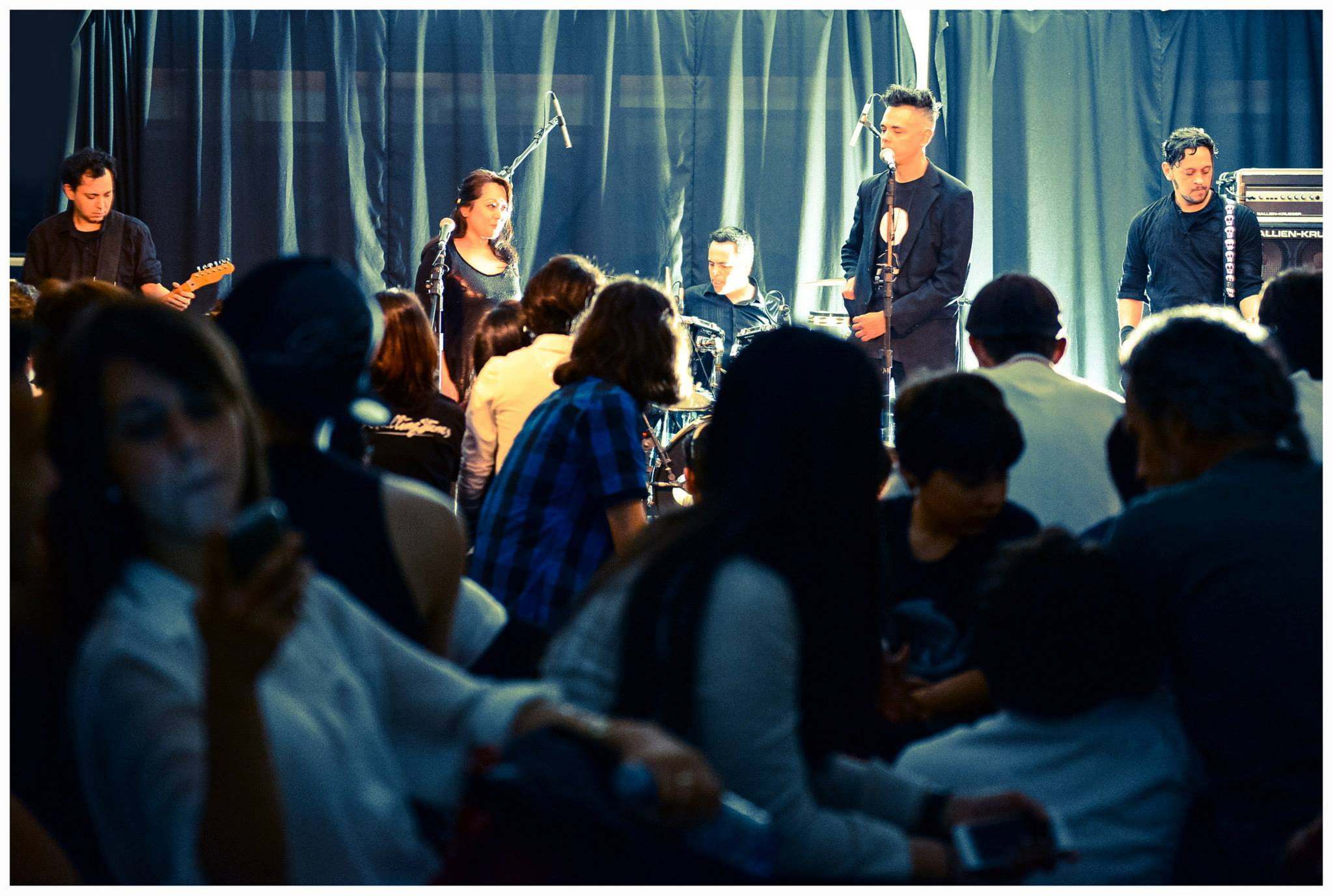

### A gravação de "Elegia"
O primeiro CD da banda, "Elegia", foi lançado em 1999 pela Airplane of Noise Records, já com o baixista e violonista Emerson Deniz incorporado à banda. A dinâmica da gravação do primeiro álbum os acompanharia até o retorno de Paulo e Mayumi ao Brasil, que aconteceu somente em 2005. Durante este período, o instrumental das músicas eram gravados no estúdio Hocus Pocus de São José dos Campos, enquanto as vozes eram gravadas em Mito, no Japão. Sem o vocalista original da banda, o Elegia se apresenta neste período com formações distintas, que incluíram até o baterista Escobar na guitarra e vocal em show no Armageddon, em São Paulo.

### Festival Wave-Gotik Treffen na Alemanha
O reconhecimento e boa repercussão do álbum de lançamento garante à banda um convite para participar do maior festival de bandas góticas e de darkwave do planeta, o alemão "Wave-Gotik Treffen", em Leipzig. A banda foi o primeiro representante brasileiro no festival, e sua apresentação na edição de 2000, que contava com bandas do calibre de Christian Death, Clan of Xymox, Das Ich, Sigue Sigue Sputnik e Napalm Death, lhes rendeu um novo convite para a edição de 2001, marcando a primeira participação da backing vocal Mayumi.

### "Underworld" e "E3"
Underworld foi o segundo álbum da banda, lançado pelo selo Gramophone E-Zine em 2005 e ainda gravado no sistema Brasil-Japão. O show de pré-lançamento, como nas apresentações anteriores, foi realizado em trio e já contava com o novo baixista e violonista Emerson Denis. Paulo e Mayumi retornam para a participação no festival do Sesc Pompeia "Hoje O Rock Saiu!", com o Violeta de Outono.
Já com a banda completa no Brasil, a banda grava o terceiro álbum intitulado "E3". O álbum foi disponibilizado diretamente na internet em 2013.

## Integrantes

### Formação atual
- Escobar (bateria);
- Marcelo Ota (guitarra);
- Paulo Gotoh (vocal);
- Mayumi (backing vocal);
- Dimas Ricardo (baixo);
- Igor Klaus (baixo).

### Ex-integrantes
- Úrsula (vocal);
- Ricardo Camargo (baixo);
- Thiago Escoza Milani (guitarra);
- Emerson Deniz (baixo, violino e viola barroca).

### Participações Especiais
- Georgios Magouras: teclados em "Tiger" e "All Alone" do álbum "E3".

## Discografia

### Álbums
- Elegia (Airplane of Noise Records, 1999);
- Underworld (Gramophone E-Zine, 2005);
- E3 (Lançamento independente, 2013).

### EP
- Lady Caffeine (Independente, 2007).

### Coletâneas
- "...Off Noise!" (Airplane of Noise Records, 1997);
- "Underground Sounds" (Steelbox Records, 1999);
- "...Off Noise! vol. II" (Airplane of Noise Records, 2000);
- "De Profundis - Brazilian Darkwave Collection" (Baratos Afins, 2000);
- "Gramophone - vol. I" (Gramophone, 2001);
- "Gramophone - vol. II" (Gramophone, 2004);
- "Retratos Subterrâneos - Um Panorama Da Música Dark Nacional" (Rock Hard Valhalla, 2007);
- "EspectroS Post Punk / Dark Wave Brasil" (Independente, 2008);
- "The Sky Is Grey - A Tribute To Harry" (Phantasma 13, 2009);
- "Beatles 69 - vol. II" (Selo Discobertas, 2009);
- "Einstürzende Neubauten Iberoamerikanisches Tribut - From Alaska to Tierra Del Fuego" (Tacuara Records, 2010);
- "De Profundis - Brazilian Post Punk Compilation" (Baratos Afins, 2011);
- "A Tribute To Cocteau Twins" (The Blog That Celebrates Itself, 2013);
- "De Profundis Volume IV - Canções Noturnas" (Deepland Records, 2016);
- "Temple Of Souls Vol 2 (Brazilian Sound Sampler)" (Deepland Records, 2017).

### Videoclips
- Typhoon Eye (1998);
- Spell In The Cathedral (2003).